# Everything Has Changed
"Everything Has Changed" là một bài hát của bởi nữ ca sĩ kiêm người viết bài hát người Mỹ Taylor Swifthợp tác với nam ca sĩ kiêm sáng tác nhạc người Anh Ed Sheeran, nằm trong album phòng thu thứ tư của Swift, Red (2012). Được sáng tác bởi Swift và Sheeran và đồng thời được sản xuất bởi Butch Walker, "Everything Has Changed" được phát hành làm đĩa đơn thứ sáu trích từ album vào ngày 16 tháng 7 năm 2013. Đây là một bản ballad thuộc thể loại folk-pop với tiếng đàn guitar acoustic làm chủ đạo, với nội dung nói về mong muốn được biết nhiều hơn về một người yêu mới.
Sau khi phát hành, "Everything Has Changed" đã nhận được nhiều ý kiến trái chiều từ phía các nhà phê bình âm nhạc, đặc biệt là những mâu thuẫn trong giới về phần biên soạn và sản xuất của bài hát. "Everything Has Changed" lọt vào bảng xếp hạng Billboard Hot 100 của Mỹ với vị trí cao nhất là 32 và xuất hiện trong top 10 bảng xếp hạng của nhiều quốc gia trên thế giới trong đó có Bỉ, Ireland và Vương quốc Anh. Video âm nhạc của "Everything Has Changed" được phát hành trên kênh VEVO chính thức của Swift vào ngày 6 tháng 6 năm 2013. Swift đã trình diễn "Everything Has Changed" cùng với Sheeran trong chương trình Britain's Got Talent vào ngày 8 tháng 6 năm 2013. Ngoài ra bài hát này cũng nằm trong danh sách biểu diễn của Swift cho chuyến lưu diễn The Red Tour (2013–14). Một phiên bản tái thu âm của bài hát mang tựa đề "Everything Has Changed (Taylor's Version)" được đưa vào album tái thu âm thứ hai của Swift, Red (Taylor's Version) (2021).

## Bối cảnh và biên soạn
Đã có một bài báo viết rằng nam ca sĩ-người viết bài hát người Anh Ed Sheeran sẽ xuất hiện với vai trò nghệ sĩ khách mời trong album phòng thu sắp phát hành lấy tựa là Red của nữ ca sĩ kiêm sáng tác nhạc người Mỹ Taylor Swift. Ngày 18 tháng 10 năm 2012, "Everything Has Changed" của Swift hợp tác với Sheeran bất ngờ bị tuồn trực tuyến lên Internet. Bài hát được sáng tác bởi Swift và Sheeran tại sân sau nhà Swift. "Everything Has Changed" là một bản guitar ballad có sự pha trộn giữa nhạc folk và pop. Được viết ở khóa Sol giáng trưởng, bài hát có nhịp độ trung bình rơi vào khoảng 84 nhịp trên phút. Giọng của cả hai nghệ sĩ kéo dài trong quãng từ nốt G♭3 tới D♭5. Về ca từ, bài hát miêu tả "mong muốn được biết nhiều hơn về một người yêu mới". Swift cũng miêu tả thêm về chủ đề và bối cảnh sáng tác của bài hát, "Ca khúc nói về việc bạn gặp một người đặc biệt, và cách nhìn của bạn về thế giới bất chợt thay đổi. Lúc viết ca khúc này, tôi cảm thấy rất thoải mái. Tôi dành ra một vài ngày để chỉnh sửa lời bài hát, để chắc chắn nó sẽ truyền tải được cảm xúc của mình".

## Đánh giá chuyên môn
Sau khi phát hành "Everything Has Changed" đã nhận được nhiều đánh giá khác nhau từ các nhà phê bình âm nhạc. Một cây bút từ Billboard đã cho bài hát nhiều ý kiến hỗn tạp, phê bình phần biên soạn của bài hát nhưng lại đề cao sự xuất hiện của Sheeran: "'I just wanna know you better / know you better now', Swift và Sheeran đã song ca một bản tình ca ngọt ngào và họ đã tạo ra một chiều hướng lãng mạn mới. Theo chủ đề, đây có vẻ như là một đề tài quen thuộc với Swift, nhưng sự hòa nhịp dịu dàng của Sheeran cũng đã tạo cho bài hát chiều sâu cần thiết." About.com đã xếp hạng bài hát 4 trên 5 sao và nói: "Hình ảnh của Taylor trong những chiếc tất trong phòng ngủ của cô ấy chơi với bốn ca khúc. Còn nhiều tiếng guitar mà chúng chưa bao giờ được thu âm lại. Và khi tiếng trống vang lên, "All I know is you held the door / You'll be mine and I'll be yours." Hoá ra đó là một bản tình ca: "I just wanna know you better know you better know you better I just wanna know..."". Allmusic cũng đánh giá cao bài hát khi cho điểm 4 trên 5 sao.

## Video âm nhạc
Video âm nhạc chính thức của bài hát được đăng tải trên kênh Vevo của Swift vào ngày 6 tháng 6 năm 2013. Video cho thấy hình ảnh của hai đứa trẻ có tạo hình giống với Swift và Sheeran. Cả hai đều tham gia vào các hoạt động khác nhau trong trường học và một số hoạt động khác như khiêu vũ, cắm trại, vẽ,... với chỉ hai nhân vật chính. Video kết thúc với hình ảnh những đúa trẻ rời khỏi trường học trong lúc tan trường. Cả hai đứa trẻ chạy lại và ôm người thân của chúng (do Swift và Sheeran đóng). Hiện chưa rõ vai diễn của Swift và Sheeran là anh chị, bố mẹ hay những người thân khác.
Nhiều ý kiến tích cực cho phần hình ảnh đẹp và trong sáng của video. Nó đã đưa người xem quay trở về thời thơ ấu với hình ảnh đôi bạn thân đáng yêu với hình ảnh hai cô bé cậu bé đã cùng nhau chia sẻ đam mê âm nhạc cũng như những ngày tháng tươi đẹp thời thơ ấu. Ed Sheeran chia sẻ lý do anh và Taylor Swift không xuất hiện nhiều trong video: "Chúng tôi muốn video phải truyền tải được ý nghĩa của ca khúc chứ không phải làm nổi bật nghệ sĩ thể hiện".

## Xếp hạng và chứng nhận
| Bảng xếp hạng (2013)                  | Vị trí cao nhất |
| ------------------------------------- | --------------- |
| Úc (ARIA)                             | 28              |
| Bỉ (Ultratip Flanders)                | 8               |
| Canada (Canadian Hot 100)             | 28              |
| Canada AC (Billboard)                 | 37              |
| Canada CHR/Top 40 (Billboard)         | 42              |
| Canada Hot AC (Billboard)             | 34              |
| Châu Âu (Euro Digital Songs)          | 8               |
| Ireland (IRMA)                        | 5               |
| New Zealand (Recorded Music NZ)       | 22              |
| Scotland (OCC)                        | 7               |
| Anh Quốc (OCC)                        | 7               |
| Hoa Kỳ Billboard Hot 100              | 32              |
| Hoa Kỳ Adult Contemporary (Billboard) | 11              |
| Hoa Kỳ Adult Pop Airplay (Billboard)  | 8               |
| Hoa Kỳ Pop Airplay (Billboard)        | 14              |

| Quốc gia                                                                           | Chứng nhận | Số đơn vị/doanh số chứng nhận |
| ---------------------------------------------------------------------------------- | ---------- | ----------------------------- |
| Úc (ARIA)                                                                          | Bạch kim   | 70.000^                       |
| New Zealand (RMNZ)                                                                 | Vàng       | 7.500*                        |
| Hoa Kỳ (RIAA)                                                                      | Bạch kim   | 1.000.000^                    |
| * Chứng nhận dựa theo doanh số tiêu thụ. ^ Chứng nhận dựa theo doanh số nhập hàng. |            |                               |

## Lịch sử phát hành
| Quốc gia       | Ngày                | Định dạng                   | Hãng đĩa             |
| -------------- | ------------------- | --------------------------- | -------------------- |
| Hoa Kỳ         | 16 tháng 7 năm 2013 | Đài phát thanh CHR          | Big Machine Republic |
| Hoa Kỳ         | 23 tháng 7 năm 2013 | Tải nhạc số - đĩa đơn remix | Big Machine          |
| Vương quốc Anh | 30 tháng 7 năm 2013 | Tải nhạc số - đĩa đơn remix | Big Machine          |